# 第2次マニュエル・ヴァルス内閣
第2次マニュエル・ヴァルス内閣（だい2じマニュエル・ヴァルスないかく、フランス語: Deuxième Gouvernement Manuel Valls）は、マニュエル・ヴァルスが首相に再任命され、2014年8月26日から2016年12月6日まで続いたフランスの内閣である。

## 概要
フランス第五共和政下における38代目の内閣であり、フランソワ・オランド大統領政権下における4番目の内閣である。第1次内閣の主要閣僚は再任され、経済・産業相、国民教育相、文化・通信相の3閣僚が新任された。
2016年2月11日に、オランド政権発足当初からの外相ローラン・ファビウス（元首相）がジャン＝マルク・エロー（前首相）に交代、他に3閣僚が交代する内閣改造が行われた。

### 大臣
| 職名                                     | 氏名 | 氏名 | 所属政党 | 所属政党                                  | 備考 |
| ---------------------------------------- | ---- | --- | -------- | ----------------------------------------- | ---- |
| 外務・国際開発大臣                       |      | ローラン・ファビウス Laurent Fabius ジャン＝マルク・エロー Jean-Marc Ayrault（2016年2月11日 - ）                 |          | 社会党                                    |      |
| 国民教育・高等教育・研究大臣             |      | ナジャット・ヴァロー＝ベルカセム Najat Vallaud-Belkacem                                                          |          | 社会党                                    |      |
| 国璽尚書、 司法大臣                      |      | クリスチャーヌ・トビラ Christiane Taubira ジャン＝ジャック・ウルヴォアス Jean-Jacques Urvoas（2016年1月27日 - ） |          | 左翼急進党 ワルワリ 社会党                |      |
| 経済・産業・デジタル大臣                 |      | エマニュエル・マクロン Emmanuel Macron                                                                           |          | 社会党                                    |      |
| 厚生大臣                                 |      | マリソル・トゥーレーヌ Marisol Touraine                                                                          |          | 社会党                                    |      |
| 住宅・地域間平等大臣                     |      | シルヴィア・ピネル Sylvia Pinel エマニュエル・コス Emmanuelle Cosse（2016年2月11日 - ）                          |          | 左翼急進党 ヨーロッパ・エコロジー＝緑の党 |      |
| 国土整備・農村問題・地方自治体大臣       |      | ジャン＝ミシェル・バイレ （2016年2月11日 - ）                                                                    |          | 左翼急進党 ヨーロッパ・エコロジー＝緑の党 |      |
| 内務大臣                                 |      | ベルナール・カズヌーヴ Bernard Cazeneuve                                                                         |          | 社会党                                    |      |
| エコロジー・持続可能開発・エネルギー大臣 |      | セゴレーヌ・ロワイヤル                                                                                           |          | 社会党                                    |      |
| 財務・公会計大臣                         |      | ミシェル・サパン Michel Sapin                                                                                    |          | 社会党                                    |      |
| 労働・雇用・職業教育・労使対話大臣       |      | フランソワ・レブサメン François Rebsamen ミリアム・エル・コムリ Myriam El Khomri（2015年9月2日 - ）              |          | 社会党                                    |      |
| 国防大臣                                 |      | ジャン＝イヴ・ル・ドリアン Jean-Yves Le Drian                                                                    |          | 社会党                                    |      |
| 地方分権・国家改革・公務員大臣           |      | マリリーズ・ルブランシュ Marylise Lebranchu アニック・ジラルダン Annick Girardin（2016年2月11日 - ）             |          | 社会党 左翼急進党                         |      |
| 文化・通信大臣                           |      | フルール・ペルラン Fleur Pellerin オードレ・アズレ Audrey Azoulay（2016年2月11日 - ）                            |          | 社会党                                    |      |
| 都市・青年・スポーツ大臣                 |      | パトリック・カネル Patrick Kanner                                                                                |          | 社会党                                    |      |
| 農業・食品産業・森林大臣                 |      | ステファヌ・ル・フォール Stéphane Le Foll                                                                        |          | 社会党                                    |      |
| 家族・児童・女性権利大臣                 |      | ロランス・ロシニョル Laurence Rossignol (2016年2月11日-)                                                         |          | 社会党                                    |      |
| 海外県・海外領土大臣                     |      | ジョルジュ・ポー＝ランジュヴァン George Pau-Langevin エリカ・バレチュ Ericka Bareigts（2016年8月30日 - ）        |          | 社会党                                    |      |